# Zoran Mirković
Zoran Mirković (in serbo Зоран Мирковић?; Belgrado, 21 settembre 1971) è un allenatore di calcio ed ex calciatore serbo, di ruolo difensore.

## Carriera

### Giocatore

#### Club
Mirković iniziò la sua carriera professionistica con la prima squadra del FK Rad il 3 marzo 1991, in occasione della partita Proleter-Rad 2-1; ancor prima di quel debutto, aveva vinto con lo stesso club il titolo jugoslavo under-21. Mirković restò tre stagioni al Rad, dopodiché fu acquistato dal Partizan Belgrado.
Nella nuova squadra, il difensore non solo vinse due campionati jugoslavi (nelle stagioni 1993-1994 e 1995-1996) e una Coppa di Jugoslavia (nel 1994), ma ottenne anche la convocazione in nazionale. Inoltre, diventò un idolo per i tifosi del Partizan, sia per l'avversione agonistica nei confronti dei rivali cittadini della Stella Rossa, sia per aver onorato completamente il contratto di tre anni nonostante imperversasse la guerra dei Balcani in quel periodo.

Mirković (accosciato, primo da destra) alla Juventus nel 1999

Nel 1996, Mirković si trasferì in Italia, all'Atalanta. Nella sua prima partita in Serie A con il club bergamasco, però, subì un infortunio e fu costretto a restare a riposo per tre mesi. Essendo stato impiegato per due stagioni all'Atalanta come jolly (alternandosi tra il ruolo di difensore e quello di centrocampista) con buoni risultati, nel 1998 passò alla Juventus per espressa richiesta dell'allora allenatore dei bianconeri Marcello Lippi.
La carriera di Mirković alla Juventus può essere divisa in due periodi: la prima, in cui l'allenatore era Lippi e il difensore serbo era uno dei calciatori titolari della squadra, disputando partite sia in Serie A sia in Champions League; la seconda, sotto la guida di Carlo Ancelotti, in cui fu relegato come riserva, giocando perlopiù partite di Coppa UEFA e Coppa Italia.
Dato lo scarso feeling con la società torinese, nel 2000 Mirković fu ceduto ai turchi del Fenerbahçe. Nella prima stagione a Istanbul si laureò campione di Turchia e giunse come finalista nella Coppa di Turchia; nella seconda disputò la Champions League e finì secondo in campionato; nella terza, infine, per via dell'alternanza di tre allenatori, non andò al di là del sesto posto.
Finita l'esperienza in Turchia, Mirković ritornò al Partizan, giocando per altri due anni e mezzo, fino alla decisione di ritirarsi dal calcio giocato data il 6 marzo 2006, in seguito a un grave infortunio.

#### Nazionale
Mirković è stato uno dei titolari della nazionale jugoslava (poi divenuta della Serbia e Montenegro tra il 2003 e il 2006), ricoprendo il ruolo di difensore destro. In totale ha disputando 59 partite e preso parte al campionato del mondo 1998. A causa di una squalifica per 3 turni comminatagli dall'UEFA, non ha potuto disputare la fase finale del campionato d'Europa 2000.
Mai in gol in nazionale, durante la Lunar New Year Cup 1997 ad Hong Kong segnò uno dei tiri di rigore contro la Russia, che vide comunque la Jugoslavia perdere la semifinale dal dischetto.

## Statistiche

### Cronologia presenze e reti in nazionale

#### RF Jugoslavia
| Cronologia completa delle presenze e delle reti in nazionale ― Jugoslavia | Cronologia completa delle presenze e delle reti in nazionale ― Jugoslavia | Cronologia completa delle presenze e delle reti in nazionale ― Jugoslavia | Cronologia completa delle presenze e delle reti in nazionale ― Jugoslavia | Cronologia completa delle presenze e delle reti in nazionale ― Jugoslavia | Cronologia completa delle presenze e delle reti in nazionale ― Jugoslavia | Cronologia completa delle presenze e delle reti in nazionale ― Jugoslavia | Cronologia completa delle presenze e delle reti in nazionale ― Jugoslavia |
| Data                                                                      | Città                                                                     | In casa                                                                   | Risultato                                                                 | Ospiti                                                                    | Competizione                                                              | Reti                                                                      | Note                                                                      |
| ------------------------------------------------------------------------- | ------------------------------------------------------------------------- | ------------------------------------------------------------------------- | ------------------------------------------------------------------------- | ------------------------------------------------------------------------- | ------------------------------------------------------------------------- | ------------------------------------------------------------------------- | ------------------------------------------------------------------------- |
| 31-1-1995                                                                 | Hong Kong                                                                 | Hong Kong League XI                                                       | 1 – 3                                                                     | Jugoslavia                                                                | Lunar New Year Cup 1995 - Semifinale                                      | -                                                                         |                                                                           |
| 4-2-1995                                                                  | Hong Kong                                                                 | Jugoslavia                                                                | 1 – 0                                                                     | Corea del Sud under 21                                                    | Lunar New Year Cup 1995 - Finale                                          | -                                                                         |                                                                           |
| 31-3-1995                                                                 | Belgrado                                                                  | Jugoslavia                                                                | 1 – 0                                                                     | Uruguay                                                                   | Amichevole                                                                | -                                                                         |                                                                           |
| 31-5-1995                                                                 | Belgrado                                                                  | Jugoslavia                                                                | 1 – 2                                                                     | Russia                                                                    | Amichevole                                                                | -                                                                         | 46’                                                                       |
| 20-9-1995                                                                 | Salonicco                                                                 | Grecia                                                                    | 0 – 2                                                                     | Jugoslavia                                                                | Amichevole                                                                | -                                                                         |                                                                           |
| 12-11-1995                                                                | San Salvador                                                              | El Salvador                                                               | 1 – 4                                                                     | Jugoslavia                                                                | Amichevole                                                                | -                                                                         | 82’                                                                       |
| 24-4-1996                                                                 | Belgrado                                                                  | Jugoslavia                                                                | 3 – 1                                                                     | Fær Øer                                                                   | Qual. Mondiali 1998                                                       | -                                                                         | 61’                                                                       |
| 23-5-1996                                                                 | Shizuoka                                                                  | Messico                                                                   | 0 – 0                                                                     | Jugoslavia                                                                | Kirin Cup 1996                                                            | -                                                                         |                                                                           |
| 26-5-1996                                                                 | Tokyo                                                                     | Giappone                                                                  | 1 – 0                                                                     | Jugoslavia                                                                | Kirin Cup 1996                                                            | -                                                                         |                                                                           |
| 2-6-1996                                                                  | Belgrado                                                                  | Jugoslavia                                                                | 6 – 0                                                                     | Malta                                                                     | Qual. Mondiali 1998                                                       | -                                                                         |                                                                           |
| 28-12-1996                                                                | Mar del Plata                                                             | Argentina                                                                 | 2 – 3                                                                     | Jugoslavia                                                                | Amichevole                                                                | -                                                                         | Ammonizione                                                               |
| 7-2-1997                                                                  | Hong Kong                                                                 | Russia                                                                    | 1 – 1 dts (6 – 5 dtr)                                                     | Jugoslavia                                                                | Lunar New Year Cup 1997 - Semifinale                                      | -                                                                         |                                                                           |
| 10-2-1997                                                                 | Hong Kong                                                                 | Hong Kong League XI                                                       | 1 – 3                                                                     | Jugoslavia                                                                | Lunar New Year Cup 1997 - Finale 3º posto                                 | -                                                                         |                                                                           |
| 12-3-1997                                                                 | Belgrado                                                                  | Jugoslavia                                                                | 0 – 0                                                                     | Russia                                                                    | Amichevole                                                                | -                                                                         |                                                                           |
| 2-4-1997                                                                  | Praga                                                                     | Rep. Ceca                                                                 | 1 – 2                                                                     | Jugoslavia                                                                | Qual. Mondiali 1998                                                       | -                                                                         |                                                                           |
| 30-4-1997                                                                 | Belgrado                                                                  | Jugoslavia                                                                | 1 – 1                                                                     | Spagna                                                                    | Qual. Mondiali 1998                                                       | -                                                                         | 7’                                                                        |
| 8-6-1997                                                                  | Belgrado                                                                  | Jugoslavia                                                                | 2 – 0                                                                     | Slovacchia                                                                | Qual. Mondiali 1998                                                       | -                                                                         |                                                                           |
| 12-6-1997                                                                 | Seul                                                                      | Ghana                                                                     | 1 – 3                                                                     | Jugoslavia                                                                | Amichevole                                                                | -                                                                         | 46’                                                                       |
| 14-6-1997                                                                 | Suwon                                                                     | Egitto                                                                    | 0 – 0                                                                     | Jugoslavia                                                                | Amichevole                                                                | -                                                                         |                                                                           |
| 16-6-1997                                                                 | Seul                                                                      | Corea del Sud                                                             | 1 – 1                                                                     | Jugoslavia                                                                | Amichevole                                                                | -                                                                         |                                                                           |
| 20-8-1997                                                                 | San Pietroburgo                                                           | Russia                                                                    | 0 – 1                                                                     | Jugoslavia                                                                | Amichevole                                                                | -                                                                         | 74’                                                                       |
| 10-9-1997                                                                 | Bratislava                                                                | Slovacchia                                                                | 1 – 1                                                                     | Jugoslavia                                                                | Qual. Mondiali 1998                                                       | -                                                                         | 59’                                                                       |
| 29-10-1997                                                                | Budapest                                                                  | Ungheria                                                                  | 1 – 7                                                                     | Jugoslavia                                                                | Qual. Mondiali 1998                                                       | -                                                                         |                                                                           |
| 15-11-1997                                                                | Belgrado                                                                  | Jugoslavia                                                                | 5 – 0                                                                     | Ungheria                                                                  | Qual. Mondiali 1998                                                       | -                                                                         |                                                                           |
| 28-1-1998                                                                 | Tunisi                                                                    | Tunisia                                                                   | 0 – 3                                                                     | Jugoslavia                                                                | Amichevole                                                                | -                                                                         |                                                                           |
| 25-3-1998                                                                 | Bogotà                                                                    | Colombia                                                                  | 0 – 0                                                                     | Jugoslavia                                                                | Amichevole                                                                | -                                                                         |                                                                           |
| 22-4-1998                                                                 | Belgrado                                                                  | Jugoslavia                                                                | 3 – 1                                                                     | Corea del Sud                                                             | Amichevole                                                                | -                                                                         | 74’                                                                       |
| 29-5-1998                                                                 | Belgrado                                                                  | Jugoslavia                                                                | 3 – 0                                                                     | Nigeria                                                                   | Amichevole                                                                | -                                                                         | 27’                                                                       |
| 6-6-1998                                                                  | Basilea                                                                   | Svizzera                                                                  | 1 – 1                                                                     | Jugoslavia                                                                | Amichevole                                                                | -                                                                         |                                                                           |
| 14-6-1998                                                                 | Saint-Étienne                                                             | Jugoslavia                                                                | 1 – 0                                                                     | Iran                                                                      | Mondiali 1998 - 1º turno                                                  | -                                                                         |                                                                           |
| 29-6-1998                                                                 | Tolosa                                                                    | Jugoslavia                                                                | 1 – 2                                                                     | Paesi Bassi                                                               | Mondiali 1998 - Ottavi di finale                                          | -                                                                         | 52’                                                                       |
| 2-9-1998                                                                  | Niš                                                                       | Jugoslavia                                                                | 1 – 1                                                                     | Svizzera                                                                  | Amichevole                                                                | -                                                                         |                                                                           |
| 10-2-1999                                                                 | Ta' Qali                                                                  | Malta                                                                     | 0 – 3                                                                     | Jugoslavia                                                                | Qual. Euro 2000                                                           | -                                                                         | 37’                                                                       |
| 8-6-1999                                                                  | Salonicco                                                                 | Jugoslavia                                                                | 4 – 1                                                                     | Malta                                                                     | Qual. Euro 2000                                                           | -                                                                         |                                                                           |
| 18-8-1999                                                                 | Belgrado                                                                  | Jugoslavia                                                                | 0 – 0                                                                     | Croazia                                                                   | Qual. Euro 2000                                                           | -                                                                         | 20’                                                                       |
| 5-9-1999                                                                  | Belgrado                                                                  | Jugoslavia                                                                | 3 – 1                                                                     | Macedonia                                                                 | Qual. Euro 2000                                                           | -                                                                         |                                                                           |
| 8-9-1999                                                                  | Skopje                                                                    | Macedonia                                                                 | 2 – 4                                                                     | Jugoslavia                                                                | Qual. Euro 2000                                                           | -                                                                         | 41’                                                                       |
| 9-10-1999                                                                 | Zagabria                                                                  | Croazia                                                                   | 2 – 2                                                                     | Jugoslavia                                                                | Qual. Euro 2000                                                           | -                                                                         | 42’                                                                       |
| 28-3-2000                                                                 | Belgrado                                                                  | Jugoslavia                                                                | 1 – 0                                                                     | Cina                                                                      | Amichevole                                                                | -                                                                         | 58’                                                                       |
| 3-9-2000                                                                  | Lussemburgo                                                               | Lussemburgo                                                               | 0 – 2                                                                     | Jugoslavia                                                                | Qual. Mondiali 2002                                                       | -                                                                         |                                                                           |
| 15-11-2000                                                                | Bucarest                                                                  | Romania                                                                   | 2 – 1                                                                     | Jugoslavia                                                                | Amichevole                                                                | -                                                                         | 81’                                                                       |
| 2-6-2001                                                                  | Mosca                                                                     | Russia                                                                    | 1 – 1                                                                     | Jugoslavia                                                                | Qual. Mondiali 2002                                                       | -                                                                         | 86’                                                                       |
| 6-6-2001                                                                  | Toftir                                                                    | Fær Øer                                                                   | 0 – 6                                                                     | Jugoslavia                                                                | Qual. Mondiali 2002                                                       | -                                                                         | 43’                                                                       |
| 15-8-2001                                                                 | Belgrado                                                                  | Jugoslavia                                                                | 2 – 0                                                                     | Fær Øer                                                                   | Qual. Mondiali 2002                                                       | -                                                                         | 78’                                                                       |
| 1-9-2001                                                                  | Basilea                                                                   | Svizzera                                                                  | 1 – 2                                                                     | Jugoslavia                                                                | Qual. Mondiali 2002                                                       | -                                                                         | 38’                                                                       |
| 6-10-2001                                                                 | Belgrado                                                                  | Jugoslavia                                                                | 6 – 2                                                                     | Lussemburgo                                                               | Qual. Mondiali 2002                                                       | -                                                                         |                                                                           |
| 27-3-2002                                                                 | Fortaleza                                                                 | Brasile                                                                   | 1 – 0                                                                     | Jugoslavia                                                                | Amichevole                                                                | -                                                                         | 49’                                                                       |
| 17-4-2002                                                                 | Smederevo                                                                 | Jugoslavia                                                                | 4 – 1                                                                     | Lituania                                                                  | Amichevole                                                                | -                                                                         | cap.                                                                      |
| 8-5-2002                                                                  | East Rutherford                                                           | Ecuador                                                                   | 1 – 0                                                                     | Jugoslavia                                                                | Amichevole                                                                | -                                                                         |                                                                           |
| 17-5-2002                                                                 | Mosca                                                                     | Ucraina                                                                   | 2 – 0                                                                     | Jugoslavia                                                                | LG Cup 2002 (Russia) - Semifinale                                         | -                                                                         |                                                                           |
| 19-5-2002                                                                 | Mosca                                                                     | Russia                                                                    | 1 – 1 (5 – 6 dtr)                                                         | Jugoslavia                                                                | LG Cup 2002 (Russia) - Finale 3º posto                                    | -                                                                         | 84’                                                                       |
| 21-8-2002                                                                 | Sarajevo                                                                  | Bosnia ed Erzegovina                                                      | 0 – 2                                                                     | Jugoslavia                                                                | Amichevole                                                                | -                                                                         | 82’                                                                       |
| 6-9-2002                                                                  | Praga                                                                     | Rep. Ceca                                                                 | 5 – 0                                                                     | Jugoslavia                                                                | Amichevole                                                                | -                                                                         | cap.                                                                      |
| 12-10-2002                                                                | Napoli                                                                    | Italia                                                                    | 1 – 1                                                                     | Jugoslavia                                                                | Qual. Euro 2004                                                           | -                                                                         | 9’                                                                        |
| Totale                                                                    |                                                                           | Presenze                                                                  | 54                                                                        |                                                                           | Reti                                                                      | 0                                                                         |                                                                           |

#### Serbia e Montenegro
| Cronologia completa delle presenze e delle reti in nazionale ― Serbia e Montenegro | Cronologia completa delle presenze e delle reti in nazionale ― Serbia e Montenegro | Cronologia completa delle presenze e delle reti in nazionale ― Serbia e Montenegro | Cronologia completa delle presenze e delle reti in nazionale ― Serbia e Montenegro | Cronologia completa delle presenze e delle reti in nazionale ― Serbia e Montenegro | Cronologia completa delle presenze e delle reti in nazionale ― Serbia e Montenegro | Cronologia completa delle presenze e delle reti in nazionale ― Serbia e Montenegro | Cronologia completa delle presenze e delle reti in nazionale ― Serbia e Montenegro |
| Data                                                                               | Città                                                                              | In casa                                                                            | Risultato                                                                          | Ospiti                                                                             | Competizione                                                                       | Reti                                                                               | Note                                                                               |
| ---------------------------------------------------------------------------------- | ---------------------------------------------------------------------------------- | ---------------------------------------------------------------------------------- | ---------------------------------------------------------------------------------- | ---------------------------------------------------------------------------------- | ---------------------------------------------------------------------------------- | ---------------------------------------------------------------------------------- | ---------------------------------------------------------------------------------- |
| 27-3-2003                                                                          | Kruševac                                                                           | Serbia e Montenegro                                                                | 1 – 2                                                                              | Bulgaria                                                                           | Amichevole                                                                         | -                                                                                  | cap.                                                                               |
| 30-4-2003                                                                          | Brema                                                                              | Germania                                                                           | 1 – 0                                                                              | Serbia e Montenegro                                                                | Amichevole                                                                         | -                                                                                  | 66’                                                                                |
| 3-6-2003                                                                           | Leicester                                                                          | Inghilterra                                                                        | 2 – 1                                                                              | Serbia e Montenegro                                                                | Amichevole                                                                         | -                                                                                  | cap. 46’                                                                           |
| 7-6-2003                                                                           | Tampere                                                                            | Finlandia                                                                          | 3 – 0                                                                              | Serbia e Montenegro                                                                | Qual. Euro 2004                                                                    | -                                                                                  | 80’                                                                                |
| 11-6-2003                                                                          | Baku                                                                               | Azerbaigian                                                                        | 2 – 1                                                                              | Serbia e Montenegro                                                                | Qual. Euro 2004                                                                    | -                                                                                  | 86’                                                                                |
| Totale                                                                             |                                                                                    | Presenze                                                                           | 5                                                                                  |                                                                                    | Reti                                                                               | 0                                                                                  |                                                                                    |

## Palmarès

### Giocatore

#### Club

##### Competizioni nazionali
- Campionato serbo: 2

Partizan: 1993-1994, 1995-1996
- Coppa di Jugoslavia: 1

Partizan: 1993-1994
- Campionato turco: 1

Fenerbahçe: 2000-2001
- Campionato serbomontenegrino: 1

Partizan: 2004-2005

##### Competizioni internazionali
- Coppa Intertoto UEFA: 1

Juventus: 1999